# Anders Christian Evaldsen
Anders Christian Evaldsen, född den 2 juni 1841 i Arlund vid Holstebro, död den 18 november 1912 på Frederiksberg, var en dansk rättslärd.
Evaldsen var 1872-1885 professor vid Köpenhamns universitet i dansk och romersk förmögenhetsrätt, och blev 1885 assessor i Overretten i Köpenhamn, 1893 vid Højesteret. Evaldsen var betydande som föreläsare i obligationsrätt, och utgav en skarpsinnig Fortolkning af Vekselloven (1881).

## Utmärkelser
- Riddare av Dannebrogorden,  1885[1]
- Dannebrogsmännens hederstecken,  1894[1]
- Kommendör av Dannebrogorden,  1900[1]
- Kommendör av första graden av Dannebrogorden,  1906[1]

[Redigera Wikidata]